# KkStB 103 sorozat
A kkStB 103 sorozat egy gyorsvonati szerkocsisgőzmozdony-sorozat volt a cs. kir. osztrák Államvasutaknál (k.k. österreichischen Staatsbahnen, kkStB), amely mozdonyok eredetileg a Böhmische Nordbahn-tól (BNB) és a Mährisch-Schlesische Centralbahn-tól (MSCB) származtak.

## KkStB 103.01–08 (BNB)
A BNB ezt a nyolc mozdonyt 1889 és 1899 között  szerezte be és a IIa sorozatba osztotta a 13-20 pályaszámok alá. A szállítmány első két mozdonyát a Floridsdorfi Mozdonygyár, a többit a Bécsújhelyi Mozdonygyár szállította 1893-ban kettőt, 1895-ben egyet, 1898-ban egyet végül 1899-ben kettőt.
Az államosítás után a kkStB a 103.01-08 pályaszámokat adta nekik.
Az első világháború után mind a nyolc mozdony a ČSD-hez került, de már csak öt kapott pályaszámot a 253.0 sorozatban. És 1930-ig selejtezték azokat is.

## KkStB 103.21-23 (MSCB)
Ezt a három mozdonyt 1892-ben szerezte be az MSCB 27-29 pályaszámokon. Ezek különböztek a BNB mozdonyoktól alig nagyobb csőfűtőfelületükkel és tűzszekrényükkel. Mindenesetre más tipusú szerkocsival voltak kapcsolva. A Floridsdorfi Mozdonygyár szállította őket. Az 1895-ös államosítást követően a kkStB a 3.21-23 pályaszámokat adta nekik míg végül 1904-ben a 103.21-23 pályaszámokat kapták meg.
Az I. világháború után mindegyik mozdony a ČSD-hez került, ahol azonban besorolást már nem kaptak, selejtezték őket.

## A mozdonyok részletes műszaki adatai
| BNB IIa / MSCB 27–29 / kkStB 103 / ČSD 253.0 | BNB IIa / MSCB 27–29 / kkStB 103 / ČSD 253.0 | BNB IIa / MSCB 27–29 / kkStB 103 / ČSD 253.0 |
| Műszaki adatok                               | Műszaki adatok                               | Műszaki adatok                               |
|                                              | BNB IIa                                      | MSCB 27–29                                   |
| -------------------------------------------- | -------------------------------------------- | -------------------------------------------- |
| Pályaszám:                                   | BNB IIa 13–20 kkStB 103.01–08                | MSCB 21–23 kkStB 3.21–23 kkStB 103.21–23     |
| Darabszám:                                   | BNB IIa: 8                                   | MSCB: 3                                      |
| Gyártásban:                                  | 1889–1899                                    | 1892                                         |
| Selejtezés:                                  | ČSD: bis 1930                                | ČSD: 1918, 1923                              |
| Jelleg:                                      | 2'B n2                                       | 2'B n2                                       |
| Magasság:                                    | 4,293 m                                      | 4,293 m                                      |
| Hajtókerék-átmérő:                           | 1 780 mm                                     | 1 780 mm                                     |
| Futókerékátmérő:                             | 900 mm                                       | 900 mm                                       |
| Csatolt kerekek tengelytávolsága:            | 2300 mm                                      | 2300 mm                                      |
| Össztengelytávolság:                         | 5 610 mm                                     | 5 610 mm                                     |
| Tengelytávolság szerkocsival:                | 11 632 mm                                    | 11 322 mm                                    |
| Üres tömeg:                                  | 39,0 t                                       | 39,0 t                                       |
| Tapadási tömeg:                              | 26,0 t                                       | 26,0 t                                       |
| Szolgálati tömeg:                            | 43,2 t                                       | 43,2 t                                       |
| Hengerek száma:                              | 2                                            | 2                                            |
| Hengerátmérő:                                | 426 mm                                       | 426 mm                                       |
| Dugattyúlöket:                               | 660 mm                                       | 660 mm                                       |
| Tűzcsövek száma:                             | 183                                          | 183                                          |
| Csőfűtőfelület:                              | 109,2 m²                                     | 109,4 m²                                     |
| Sugárzó fűtőfelület:                         | 7,4 m²                                       | 7,6 m²                                       |
| Rostélyfelület:                              | 2,01 m²                                      | 2,01 m²                                      |
| Gőznyomás:                                   | 12 at                                        | 12 at                                        |
| Legnagyobb sebesség:                         | 80 km/h                                      | 80 km/h                                      |
| Szerkocsi típusa:                            | 42                                           | 8                                            |

## Fordítás
- Ez a szócikk részben vagy egészben  a   kkStB 103 című német Wikipédia-szócikk fordításán alapul.  Az eredeti cikk szerkesztőit annak laptörténete sorolja fel. Ez a jelzés csupán a megfogalmazás eredetét és a szerzői jogokat jelzi, nem szolgál a cikkben szereplő információk forrásmegjelöléseként. Az eredeti szócikk forrásai szintén ott találhatóak.